# Ионино (Вологодская область)
Ионино — деревня в Бабаевском районе Вологодской области.
Входит в состав Борисовского сельского поселения (с 1 января 2006 года по 13 апреля 2009 года входила в Новолукинское сельское поселение), с точки зрения административно-территориального деления — в Новолукинский сельсовет.
Расположена на правом берегу реки Кулишка. Расстояние до районного центра Бабаево по автодороге — 79 км, до центра муниципального образования села Борисово-Судское по прямой — 12 км. Ближайшие населённые пункты — Задний Двор, Лыково, Шогда.
По переписи 2002 года население — 18 человек.